# جون وليامز (لاعب كرة سلة)
جون وليامز (بالإنجليزية: John "Hot Rod" Williams)‏ (و. 1962 – 2015 م) هو لاعب كرة سلة أمريكي، مركز لعبه هو لاعب هجوم قوي الجسم، ووسط، توفي في باتون روج، لويزيانا، عن عمر يناهز 53 عاماً، بسبب سرطان البروستاتا.

## التعليم
تعلم في St. Amant High School ‏
.

## روابط خارجية
- جون وليامز على موقع إن بي أي (الإنجليزية)
- جون وليامز على موقع سبورتس رفرنس (الإنجليزية)
- جون وليامز على موقع كرة السلة الأوروبية.كوم (الإنجليزية)
- جون وليامز على موقع كلية كرة السلة في سبورتس رفرنس.كوم (الإنجليزية)
- جون وليامز على موقع ريلجم (الإنجليزية)
- جون وليامز على موقع بروبوليرز (الإنجليزية)